# Injigo (časopis)
Injigo je hrvatski katolički časopis za sudionike duhovnih vježbi u istoimenu programu. Osnovala ga je Marica Čunčić, koja je glavna i odgovorna urednica. Izvršna urednica je Ivana Šimunić. Teološki recenzent je Ivan Antunović, D.I. Časopis i projekt zovu se po krsnom imenu sv. Ignacija Lojolskog (1491. – 1556.). Časopis izlazi jednom godišnje. Uredništvo su Marina Andrijanić, Nikola Bolšec, Nensi Crnjac, Marica Čunčić; Maja Fabris, Branka Gabrić; Biserka Jelenić, Marija Kolak, Jasna Košćak, Saša Matika, Domagoj Penava, Emina Simunić, Martina Šimunić, Ana Talajić.
Časopis je pokrenut zbog potrebe za časopisom koji bi povezivao sve sudionike duhovnih vježbi. Sadržaj je namijenjen sadašnjim i bivšim sudionicima duhovnih vježbi. Članci se bave temama za djecu, roditelje, mlade, Bogu posvećene, bračne parove, zrelu dob, nastavnike, branitelje, športaše, umjetnike i ine. Nekoliko se rubrika sastoji od općeg uvoda, svjedočanstava vježbatelja i primjera svetih. Važne teme za pratitelje i vježbatelje idu u nastavcima: duhovne vježbe, povijest Programa i Zajednice Injigo i duhovno vodstvo. Ima članaka o praćenju i razlučivanju molitvenoga iskustva, psihologiji, pojavi duhovnih »virusa i antivirusa«, filozofiji, knjigama, karizmatskim elementima i duhovnim vježbama drugdje u svijetu.

## Vanjske poveznice
- Službena stranica